# Interpolationsfehler bei der Interpolation mit linearen Splines
Der Interpolationsfehler bei der Interpolation mit linearen Splines ist fundamental bei der Gewinnung von Fehlerabschätzungen für die Finite-Elemente-Methode.

## Eindimensionaler Fall
Auf dem Intervall {\displaystyle [a,b]} werde eine stetige Funktion {\displaystyle u} stückweise linear interpoliert. D.h.: in den Gitterpunkten {\displaystyle a=x_{1}<x_{2}<\cdots <x_{i}<\cdots <x_{N}=b} wird interpoliert, und auf dem Intervall  {\displaystyle [x_{i-1},x_{i}]} der Länge  {\displaystyle h_{i}}  ist die Interpolierende  {\displaystyle u^{I}} linear mit
```

  

    

      

        

          
u

          

            
I

          

        

        
=

        
u

        
(

        

          
x

          

            
i

          

        

        
)

        
(

        
x

        
−

        

          
x

          

            
i

            
−

            
1

          

        

        
)

        

          
/

        

        

          
h

          

            
i

          

        

        
+

        
u

        
(

        

          
x

          

            
i

            
−

            
1

          

        

        
)

        
(

        

          
x

          

            
i

          

        

        
−

        
x

        
)

        

          
/

        

        

          
h

          

            
i

          

        

        
.

      

    

    
{\displaystyle u^{I}=u(x_{i})(x-x_{i-1})/h_{i}+u(x_{i-1})(x_{i}-x)/h_{i}.}

  

```

Es sei  {\displaystyle h=\max _{i}h_{i}}. Für eine zweimal stetig differenzierbare Funktion {\displaystyle u} gilt die Interpolationsfehlerabschätzung
```

  

    

      

        

          
max

          

            
[

            
a

            
,

            
b

            
]

          

        

        

          
|

        

        
u

        
−

        

          
u

          

            
I

          

        

        

          
|

        

        
≤

        

          
max

          

            
[

            
a

            
,

            
b

            
]

          

        

        

          
|

        

        

          
u

          
″

        

        

          
|

        

        

        

        

          
h

          

            
2

          

        

        

          
/

        

        
8.

      

    

    
{\displaystyle \max _{[a,b]}|u-u^{I}|\leq \max _{[a,b]}|u''|\,\,h^{2}/8.}

  

```

In Hinsicht auf partielle Differentialgleichungen und den zweidimensionalen Fall ist die Voraussetzung der zweimaligen stetigen Differenzierbarkeit unbefriedigend. Anstrebenswert sind Interpolationsfehlerabschätzungen für Funktionen aus gewissen Sobolev-Räumen. Im Fall linearer Splines ist dies der Raum {\displaystyle H^{2}(a,b)}. Funktionen aus diesem Raum sind stetig, so dass die Interpolierende definiert ist. Aus den Darstellungen
```

  

    

      

        
u

        
(

        
x

        
)

        
−

        

          
u

          

            
I

          

        

        
(

        
x

        
)

        
=

        

          
∫

          

            

              
x

              

                
i

                
−

                
1

              

            

          

          

            
x

          

        

        

          
(

          

            

              

                

                  
d

                  
u

                  
(

                  
ξ

                  
)

                

                

                  
d

                  
ξ

                

              

            

            
−

            

              

                
1

                

                  
h

                  

                    
i

                  

                

              

            

            
(

            
u

            
(

            

              
x

              

                
i

              

            

            
)

            
−

            
u

            
(

            

              
x

              

                
i

                
−

                
1

              

            

            
)

          

          
)

        

        
d

        
ξ

        
=

        

          

            
1

            

              
h

              

                
i

              

            

          

        

        

          
∫

          

            

              
x

              

                
i

                
−

                
1

              

            

          

          

            
x

          

        

        

          
∫

          

            

              
x

              

                
i

                
−

                
1

              

            

          

          

            

              
x

              

                
i

              

            

          

        

        

          
∫

          

            
η

          

          

            
ξ

          

        

        

          

            

              

                
d

                

                  
2

                

              

              
u

              
(

              
ζ

              
)

            

            

              
d

              
ζ

            

          

        

        
d

        
ζ

        
d

        
η

        
d

        
ξ

      

    

    
{\displaystyle u(x)-u^{I}(x)=\int _{x_{i-1}}^{x}\left({\frac {du(\xi )}{d\xi }}-{\frac {1}{h_{i}}}(u(x_{i})-u(x_{i-1})\right)d\xi ={\frac {1}{h_{i}}}\int _{x_{i-1}}^{x}\int _{x_{i-1}}^{x_{i}}\int _{\eta }^{\xi }{\frac {d^{2}u(\zeta )}{d\zeta }}d\zeta d\eta d\xi }

  

```

und
```

  

    

      

        
(

        
u

        
(

        
x

        
)

        
−

        

          
u

          

            
I

          

        

        

          
)

          
′

        

        
(

        
x

        
)

        
=

        

          

            
1

            

              
h

              

                
i

              

            

          

        

        

          
∫

          

            

              
x

              

                
i

                
−

                
1

              

            

          

          

            

              
x

              

                
i

              

            

          

        

        

          
∫

          

            
η

          

          

            
x

          

        

        

          

            

              

                
d

                

                  
2

                

              

              
u

              
(

              
ζ

              
)

            

            

              
d

              
ζ

            

          

        

        
d

        
ζ

        
d

        
η

      

    

    
{\displaystyle (u(x)-u^{I})'(x)={\frac {1}{h_{i}}}\int _{x_{i-1}}^{x_{i}}\int _{\eta }^{x}{\frac {d^{2}u(\zeta )}{d\zeta }}d\zeta d\eta }

  

```

erhält man die Interpolationsfehlerabschätzungen in der  {\displaystyle L^{2}(a,b)}-Norm und der Semi-Norm im {\displaystyle H^{1}(a,b)}:
```

  

    

      

        
‖

        
u

        
−

        

          
u

          

            
I

          

        

        

          
‖

          

            
0

          

        

        
≤

        

          
h

          

            
2

          

        

        

          
|

        

        
u

        

          

            
|

          

          

            
2

          

        

        

        

          

            
b

            
z

            
w

            
.

          

        

        

        

          
|

        

        
u

        
−

        

          
u

          

            
I

          

        

        

          

            
|

          

          

            
1

          

        

        
≤

        
h

        

          
|

        

        
u

        

          

            
|

          

          

            
2

          

        

        
.

      

    

    
{\displaystyle \|u-u^{I}\|_{0}\leq h^{2}|u|_{2}\quad {\rm {bzw.}}\quad |u-u^{I}|_{1}\leq h|u|_{2}.}

  

```

## Zweidimensionaler Fall
Im zweidimensionalen Fall hat sich für die Interpolationsfehlerabschätzung eine Technik durchgesetzt, bei der Integrale über die Elemente der Zerlegung auf Integrale über ein Referenzelement transformiert werden, dann das Bramble-Hilbert-Lemma angewandt wird und im dritten Schritt zurücktransformiert wird.
Betrachtet wird ein polygonales Gebiet {\displaystyle \Omega } und eine zulässige Zerlegung in Dreiecke. Für {\displaystyle u\in H^{2}(\Omega )} sei {\displaystyle u^{I}} die stückweise lineare Interpolierende von {\displaystyle u}, die in allen Ecken der Dreiecke mit  {\displaystyle u} übereinstimmt. Es sei  {\displaystyle K} ein Dreieck bzw. Element der Zerlegung  in der  {\displaystyle (x,y)-} Ebene und  {\displaystyle E} mit den Ecken {\displaystyle (0,0)}, {\displaystyle (1,0)} und {\displaystyle (0,1)} das Referenzelement in der {\displaystyle (\xi ,\eta )-} Ebene. Besitzt {\displaystyle K} die Ecken {\displaystyle (x_{i},y_{i})}, so wird die Abbildung {\displaystyle K\leftrightarrow E} vermittelt durch
```

  

    

      

        
x

        
=

        

          
x

          

            
1

          

        

        
+

        
(

        

          
x

          

            
2

          

        

        
−

        

          
x

          

            
1

          

        

        
)

        
ξ

        
+

        
(

        

          
x

          

            
3

          

        

        
−

        

          
x

          

            
1

          

        

        
)

        
η

        
,

        

        
y

        
=

        

          
y

          

            
1

          

        

        
+

        
(

        

          
y

          

            
2

          

        

        
−

        

          
y

          

            
1

          

        

        
)

        
ξ

        
+

        
(

        

          
y

          

            
3

          

        

        
−

        

          
y

          

            
1

          

        

        
)

        
η

        
.

      

    

    
{\displaystyle x=x_{1}+(x_{2}-x_{1})\xi +(x_{3}-x_{1})\eta ,\quad y=y_{1}+(y_{2}-y_{1})\xi +(y_{3}-y_{1})\eta .}

  

```

Abzuschätzen sei nun zunächst {\displaystyle \|u-u^{I}\|_{0,K}=[\int _{K}(u-u^{I})^{2}dK]^{1/2}}. Bei der Transformation auf {\displaystyle E} kommt die (konstante) Funktionaldeterminante {\displaystyle D_{K}} ins Spiel, {\displaystyle ({\hat {u}},{\hat {u}}^{I})} seien die transformierten Größen auf {\displaystyle E}. Schritt 1 liefert
```

  

    

      

        
[

        

          
∫

          

            
K

          

        

        
(

        
u

        
−

        

          
u

          

            
I

          

        

        

          
)

          

            
2

          

        

        
d

        
K

        

          
]

          

            
1

            

              
/

            

            
2

          

        

        
=

        

          
D

          

            
K

          

          

            
1

            

              
/

            

            
2

          

        

        
[

        

          
∫

          

            
E

          

        

        
(

        

          

            

              
u

              
^

            

          

        

        
−

        

          

            

              

                
u

                
^

              

            

          

          

            
I

          

        

        

          
)

          

            
2

          

        

        
d

        
E

        

          
]

          

            
1

            

              
/

            

            
2

          

        

        
.

      

    

    
{\displaystyle [\int _{K}(u-u^{I})^{2}dK]^{1/2}=D_{K}^{1/2}[\int _{E}({\hat {u}}-{\hat {u}}^{I})^{2}dE]^{1/2}.}

  

```

Nun wird das Bramble-Hilbert-Lemma angewandt. {\displaystyle [\int _{E}({\hat {u}}-{\hat {u}}^{I})^{2}dE]^{1/2}} ist ein auf {\displaystyle H^{2}(E)} beschränktes, sublineares Funktional, das für lineare {\displaystyle {\hat {u}}} verschwindet. Also gilt
```

  

    

      

        
[

        

          
∫

          

            
E

          

        

        
(

        

          

            

              
u

              
^

            

          

        

        
−

        

          

            

              

                
u

                
^

              

            

          

          

            
I

          

        

        

          
)

          

            
2

          

        

        
d

        
E

        

          
]

          

            
1

            

              
/

            

            
2

          

        

        
≤

        
c

        

          
|

        

        

          

            

              
u

              
^

            

          

        

        

          

            
|

          

          

            
2

            
,

            
E

          

        

        
.

      

    

    
{\displaystyle [\int _{E}({\hat {u}}-{\hat {u}}^{I})^{2}dE]^{1/2}\leq c|{\hat {u}}|_{2,E}.}

  

```

Im dritten Schritt wird zurücktransformiert.  Es müssen dazu die zweiten Ableitungen bezüglich {\displaystyle (\xi ,\eta )} in Ableitungen bezüglich {\displaystyle (x,y)} umgerechnet werden. Die Kettenregel liefert dies. Die Größen {\displaystyle x_{\xi },y_{\xi },x_{\eta },y_{\eta }} sind leicht berechenbar, sie können alle durch {\displaystyle h_{K}} (Durchmesser von {\displaystyle K}) abgeschätzt werden. Das ergibt
```

  

    

      

        

          
|

        

        

          

            

              
u

              
^

            

          

        

        

          

            
|

          

          

            
2

            
,

            
E

          

        

        
≤

        

          
D

          

            
K

          

          

            
−

            
1

            

              
/

            

            
2

          

        

        

          
h

          

            
K

          

          

            
2

          

        

        

          
|

        

        
u

        

          

            
|

          

          

            
2

            
,

            
K

          

        

        
.

      

    

    
{\displaystyle |{\hat {u}}|_{2,E}\leq D_{K}^{-1/2}h_{K}^{2}|u|_{2,K}.}

  

```

Zusammenfügen der Teilergebnisse impliziert mit {\displaystyle h=max_{K}h_{K}} die gewünschte Abschätzung in der {\displaystyle L^{2}-}norm:
```

  

    

      

        
‖

        
u

        
−

        

          
u

          

            
I

          

        

        

          
‖

          

            
0

            
,

            
Ω

          

        

        
≤

        
c

        

          
h

          

            
2

          

        

        

          
|

        

        
u

        

          

            
|

          

          

            
2

            
,

            
Ω

          

        

        
.

      

    

    
{\displaystyle \|u-u^{I}\|_{0,\Omega }\leq ch^{2}|u|_{2,\Omega }.}

  

```

Wichtig für die Fehlerabschätzung für die Finite-Elemente-Methode ist der Interpolationsfehler in der Semi-Norm des {\displaystyle H^{1}}. Schritt 2 und 3 verlaufen analog wie bei der Abschätzung des {\displaystyle L^{2}-}Fehlers. Im ersten Schritt muss man jetzt aber die Ableitungen nach {\displaystyle x,y} in Ableitungen nach {\displaystyle \xi ,\eta } im Integral
```

  

    

      

        

          
∫

          

            
K

          

        

        
(

        
(

        
u

        
−

        

          
u

          

            
I

          

        

        

          
)

          

            
x

          

          

            
2

          

        

        
+

        
(

        
u

        
−

        

          
u

          

            
I

          

        

        

          
)

          

            
y

          

          

            
2

          

        

        
)

        
d

        
K

        
=

        

          
|

        

        
u

        
−

        

          
u

          

            
I

          

        

        

          

            
|

          

          

            
1

            
,

            
K

          

          

            
2

          

        

      

    

    
{\displaystyle \int _{K}((u-u^{I})_{x}^{2}+(u-u^{I})_{y}^{2})dK=|u-u^{I}|_{1,K}^{2}}

  

```

umrechnen. Die Ableitungen {\displaystyle \xi _{x},\eta _{x}} erhält man z. B., indem man die {\displaystyle x,y} definierenden Gleichungen nach {\displaystyle x} differenziert und das entsprechende Gleichungssystem löst. Die Koeffizientendeterminante dieses Systems ist {\displaystyle D_{K}}. {\displaystyle D_{K}} ist  gleich dem zweifachen Flächeninhalt von {\displaystyle D_{K}}, und dieser ist das Produkt vom Umfang und dem Inkreisradius {\displaystyle \rho _{K}} von {\displaystyle K}. Daraus folgt
```

  

    

      

        

          
|

        

        
u

        
−

        

          
u

          

            
I

          

        

        

          

            
|

          

          

            
1

            
,

            
K

          

        

        
≤

        
c

        

          
D

          

            
K

          

          

            
1

            

              
/

            

            
2

          

        

        

          
ρ

          

            
K

          

          

            
−

            
1

          

        

        

          
|

        

        

          

            

              
u

              
^

            

          

        

        
−

        

          

            

              

                
u

                
^

              

            

          

          

            
I

          

        

        

          

            
|

          

          

            
1

            
,

            
E

          

        

        
.

      

    

    
{\displaystyle |u-u^{I}|_{1,K}\leq cD_{K}^{1/2}\rho _{K}^{-1}|{\hat {u}}-{\hat {u}}^{I}|_{1,E}.}

  

```

Schritt 2 und 3 liefern dann
```

  

    

      

        

          
|

        

        
u

        
−

        

          
u

          

            
I

          

        

        

          

            
|

          

          

            
1

            
,

            
K

          

        

        
≤

        
c

        

          
h

          

            
K

          

          

            
2

          

        

        

          
ρ

          

            
K

          

          

            
−

            
1

          

        

        

          
|

        

        
u

        

          

            
|

          

          

            
2

            
,

            
K

          

        

        
.

      

    

    
{\displaystyle |u-u^{I}|_{1,K}\leq ch_{K}^{2}\rho _{K}^{-1}|u|_{2,K}.}

  

```

Ist der Quotient {\displaystyle {\frac {h_{K}}{\rho _{K}}}}  für alle {\displaystyle K} gleichmäßig beschränkt, liegt also eine quasiuniforme Triangulierung vor, so folgt die gewünschte Abschätzung
```

  

    

      

        

          
|

        

        
u

        
−

        

          
u

          

            
I

          

        

        

          

            
|

          

          

            
1

            
,

            
Ω

          

        

        
≤

        
c

        
h

        

          
|

        

        
u

        

          

            
|

          

          

            
2

            
,

            
Ω

          

        

        
.

      

    

    
{\displaystyle |u-u^{I}|_{1,\Omega }\leq ch|u|_{2,\Omega }.}

  

```

Die Quasiuniformität (Minimalwinkelbedingung) ist hinreichend für diese Abschätzung, aber nicht notwendig. Hinreichend ist auch die Maximalwinkelbedingung.

## Stückweise polynomiale Approximation
Interpoliert man mit einer stetigen Interpolierenden, die stückweise polynomial ist vom Grad {\displaystyle k\geq 2}, und ist die Triangulierung quasiuniform, so verbessert sich die Appoximationsordnung, falls {\displaystyle u} glatter ist mit {\displaystyle u\in H^{k+1}(\Omega )}:
```

  

    

      

        
‖

        
u

        
−

        

          
u

          

            
I

          

        

        

          
‖

          

            
0

          

        

        
≤

        
c

        

          
h

          

            
k

            
+

            
1

          

        

        

          
|

        

        
u

        

          

            
|

          

          

            
k

            
+

            
1

          

        

        

        

          

            
b

            
z

            
w

            
.

          

        

        

        

          
|

        

        
u

        
−

        

          
u

          

            
I

          

        

        

          

            
|

          

          

            
1

          

        

        
≤

        
c

        

          
h

          

            
k

          

        

        

          
|

        

        
u

        

          

            
|

          

          

            
k

            
+

            
1

          

        

        
.

      

    

    
{\displaystyle \|u-u^{I}\|_{0}\leq ch^{k+1}|u|_{k+1}\quad {\rm {bzw.}}\quad |u-u^{I}|_{1}\leq ch^{k}|u|_{k+1}.}

  

```

Der Beweis erfolgt analog zu dem für {\displaystyle k=1}.